# Sendeturm Hauser Kaibling
Der Sendeturm Hauser Kaibling befindet sich am Hauser Kaibling, 2 km entfernt von der Grenze der steirischen Stadtgemeinde Schladming. Er versorgt das Steirische Ennstal, den Ennspongau mit der Zentralregion Radstadt-Altenmarkt sowie die Region Bad Ischl.
Der Sendeturm steht auf 1858 m Seehöhe ca. 800 m nordwestlich des eigentlichen Hauser Kaiblings auf einem kleinen Plateau eines Vorgipfels. Dort ist er von touristischer Infrastruktur wie Berghütten und Skiliftstationen umgeben.
Der in Betonbauweise errichtete Turm selbst ist 70 m hoch und weist 4 Plattformen in 17, 21,5, 38 und 54,5 m Höhe auf. Der paraboloid-kegelige, unten breite Fuß reicht bis zur Höhe der zweiten Plattform. Der rot-weiß-rot lackierte Teil, der etwas über der vierten Plattform beginnt besteht aus Glasfaserkunststoff und beherbergt die teilweise rundum strahlenden Sendeantennen. Ganz oben steht ein halbkugelig gerundeter Stahlkorb über, der Blitzentladungen ableiten kann. Die Sendetechnik ist in einem teilweise erdüberdeckten Bauwerk am Fuße des Turms untergebracht. An einer Seite ist ein gemauertes Gebäude angebaut, in dem sich das Notstromaggregat befindet. Dieseltreibstoff für etwa 12 Tage Weiter-Vollbetrieb ist eingelagert.
Der interne Name lautet: SCHLADMING 1

## Geschichte
Die „terrestrische Großsendeanlage“ hatte 1960 Baubeginn. 1961 wurde das Senden von Hörfunkprogrammen und des TV-Programms FS1 aufgenommen, im Jahr 1972 folgte FS2 (ORF). 2007 erfolgte die Umstellung auf DVB-T.
Heute wird der Sender von ORS und A1 betrieben und genutzt. Im Sommer 2024 ging DAB+ in Betrieb, der auf den Kanälen 5D, 7A und 8B jeweils mit 6,3 kW Sendeleistung ausstrahlt.

## Frequenzen und Programme

### Analoger Hörfunk (UKW)
Die UKW-Radioprogramme werden gerichtet gesendet:
| Frequenz (MHz) | Programm         | RDS PS   | Senderlogo | RDS PI | Regionalisierung | ERP (kW) | Antennendiagramm rund (ND)/gerichtet (D) | Polarisation horizontal (H)/vertikal (V) |
| -------------- | ---------------- | -------- | ---------- | ------ | ---------------- | -------- | ---------------------------------------- | ---------------------------------------- |
| 94,3           | Ö1               | __OE_1__ |            | A201   | –                | 5        | D (260°–300°, 30°–70°)                   | H                                        |
| 96,3           | Radio Steiermark | RADIO-ST |            | A902   | Steiermark       | 5        | D (260°–300°, 30°–70°)                   | H                                        |
| 101,3          | Hitradio Ö3      | __OE_3__ |            | A203   | –                | 5        | D (260°–300°, 30°–70°)                   | H                                        |
| 103,3          | FM4              | __FM4___ |            | A213   | –                | 5        | D (260°–300°, 30°–70°)                   | H                                        |

Auf 92,0 MHz Antenne Steiermark mit 1,7 kW und Radio Grün-Weiß 106,3 MHz mit 2,1 kW senden von Schladming 4 (Hochwurzen) aus, kronehit 105,6 MHz mit 2 kW sendet von Schladming 5 (RiFU Planai) aus und radio freequenns 104,0 MHz mit 0,079 kW sendet von Schladming 7 (Planai) aus. Außerdem ist von Schladming 7 (Planai) aus eine Versorgung von Radio VM1 (Innergebirg) 100,1 MHz mit 0,074 kW geplant.

### Digitaler Hörfunk (DAB+)
DAB wird in vertikaler Polarisation und im Gleichwellenbetrieb mit anderen Sendern ausgestrahlt:
| Block              | Programme | ERP (in kW) | Antennen- diagramm rund (ND), gerichtet (D) | Gleichwellennetz (SFN) |
| ------------------ | --- | ----------- | ------------------------------------------- | --- |
| 8B MUX III-StBK    | - #Radio Rot Weiss Rot (112 kbp/s) - #Super 80s (112 kbp/s) - *SOL* (56 kbp/s) - ARABELLA (72 kbp/s) - Antenne Hit (72 kbp/s) - Flash 90s (72 kbp/s) - Beats Radio (72 kbp/s) - LoungeFM (40 kbp/s) - Inforadio (40 kbp/s) - Musiksender GÖD (72 kbp/s) - Nostalgie (96 kbp/s) - Superfly (72 kbp/s) - Radio VM1 (72 kbp/s) - Radio Bollerwagen (72 kbp/s) - XXXL RADIO (72 kbp/s) - SPI (16 kbp/s Daten) | 6,3         | D (250-90°)                                 | - Burgenland: Rechnitz (Hirschenstein) - Oberösterreich: Linz (Lichtenberg) - Steiermark: Bruck an der Mur (Mugel), Graz (Schöckl), Schladming (Hauser Kaibling) - Tirol: Innsbruck (Patscherkofel)     |
| 7A MUX II St/K/B-S | - Antenne Kärnten (72 kbp/s) - Antenne Steiermark (72 kbp/s) - Grün-Weiß (72 kbp/s) - Radio MediaMarkt (72 kbp/s) - Radio Val Canale (72 kbp/s) - Rock FM (48 kbp/s) - Soundportal (72 kbp/s) - SPI StBK (16 kbp/s Daten) | 6,3         | D                                           | - Steiermark: Bruck an der Mur (Mugel), Schladming (Hauser Kaibling) |
| 5D DAB+ Austria    | DAB-Block des österreichischen Bundesmux: - #Radio ONE (80 kbit/s) - * 88,6 * (72 kbit/s) - Antenne Österreich (72 kbit/s) - arabella HOT (72 kbit/s) - arabella MAGIC (72 kbit/s) - Energy (96 kbit/s) - ERF Süd (40 kbit/s) - jö.live (72 kbit/s) - KLASSIK RADIO (72 kbit/s) - Mein Kinderradio (40 kbit/s) - oe24 Radio (72 kbit/s) - Radio Maria Österreich (72 kbit/s) - Radio Stephansdom Klassik (72 kbit/s) - Rock Antenne (72 kbit/s) - Schlagerradio Flamingo (72 kbit/s) - WELLE 1 (72 kbit/s) - ORS EPG (16 kbit/s Daten) - ORS TPEG (8 kbit/s Daten, geplant) | 6,3         | D                                           | - Niederösterreich: Semmering (Sonnwendstein), St. Pölten (Jauerling) - Steiermark: Bruck an der Mur (Mugel), Schladming (Hauser Kaibling) - Wien: Wien (Kahlenberg), Wien (DC Tower 1), Wien (Liesing) |

### Digitales Fernsehen (DVB-T2)
Vom Hauser Kaibling werden folgende TV-Programme in DVB-T2 ausgestrahlt: Viele Sender werden verschlüsselt über SimpliTV vertrieben.
| Kanal | Frequenz (in MHz) | Multiplex                           | Programme im Multiplex | ERP (in kW) | Polarisation horizontal (H) / vertikal (V) | Modulations- verfahren | FEC | Guard- intervall | Bitrate (in MBit/s) | Gleichwellennetz (SFN) |
| ----- | ----------------- | ----------------------------------- | --- | ----------- | ------------------------------------------ | ---------------------- | --- | ---------------- | ------------------- | --- |
| 34    | 578               | ORS-Bouquet A Steiermark/Burgenland | - ORF 1 (unverschlüsselt) - ORF 2 Wien (unverschlüsselt) - ORF 1 HD - ORF 2 Steiermark HD - ORF 2 Kärnten HD - ORF 2 Burgenland HD - ORF III HD - ORF SPORT + HD HbbTV: - Ö3 Visual Radio | 25          | H                                          | 16-QAM                 | 3/4 | 1/4              | 14,93               | Schladming (Hauser Kaibling), Admont, Bad Aussee (Tressenstein), Lobming, Hieflau (Buchegg), Knittelfeld (Eiglerhöhe), Krakau (Draunig), Mürzsteg (Kreuzmauer), Schöder (Rabitzen), Tauplitz (Furthberg), Warbach, Weißeck (Scheifling) |
| 29    | 538               | ORS-Bouquet B                       | - ATV HD - ServusTV HD - RTL HD - 3sat HD - RTL - HGTV - Puls 4 - ATV2 (unverschlüsselt) - ZDFinfo HbbTV: - Flimmit                                                                       | 40          | H                                          | 16-QAM                 | 3/4 | 1/4              | 14,93               | Schladming (Hauser Kaibling), Ramsau am Dachstein, Salzburg, Kufstein (Kitzbüheler Horn), Lend (Luxkogel), Bad Ischl (Katrin) |
| 48    | 690               | MUX-C Steiermark West               | - Planai TV - Panorama Haus - Ennstal TV | 2,7         | H                                          | 16-QAM                 | 3/4 | 1/4              | 14,93               | Planai, Schladming (Hauser Kaibling) |
| 47    | 682               | ORS-Bouquet D                       | - BR Fernsehen Süd HD - Arte HD - Sat.1 Gold - Super RTL - Nickelodeon - Phoenix - n-tv - DMAX - RTLplus - NITRO - One                                                                    | 40          | H                                          | 16-QAM                 | 3/4 | 1/4              | 14,93               | |
| 38    | 610               | ORS-Bouquet E                       | - Das Erste HD - ZDF HD - ZDFneo HD - kabel eins - Sixx - RTL II - KiKA - Eurosport 1 - Sport1 - Playboy TV                                                                               | 40          | H                                          | 16-QAM                 | 3/4 | 1/4              | 14,93               | |
| 42    | 642               | ORS-Bouquet F                       | - Sat.1 HD - ProSieben HD - Puls 4 HD - VOX HD - Disney Channel - CNN - Deluxe Music - NDR Fernsehen (Niedersachsen) - Puls 24 HbbTV: - 4MEDIATHEK                                        | 40          | H                                          | 16-QAM                 | 3/4 | 1/4              | 14,93               | |

### Analoges Fernsehen (PAL)
Vor der Umstellung auf DVB-T diente der Sendestandort auch für analoges Fernsehen:
| Kanal | Frequenz (MHz) | Programm         | ERP (kW) | Sendediagramm rund (ND)/ gerichtet (D) | Polarisation horizontal (H)/ vertikal (V) |
| ----- | -------------- | ---------------- | -------- | -------------------------------------- | ----------------------------------------- |
| 11    | 217,25         | ORF 1            | 10       | D                                      | H                                         |
| 40    | 623,25         | ORF 2 Steiermark | 80       | D                                      | H                                         |
| 53    | 623,25         | ORF 2 Salzburg   | 3        | D                                      | H                                         |